# Villalobar
Villalobar es una pedanía y localidad española perteneciente al municipio de Ardón, en la provincia de León, comunidad autónoma de Castilla y León. Se encuentra localizado a 24 kilómetros al sur de la capital provincial, León. Tiene una altitud de 785 m s. n. m. En 2023 tenía 238 habitantes (INE). Es famoso por sus bodegas subterráneas donde se elabora artesanalmente vino de calidad, Prieto Picudo en su mayoría.
Sus fiestas patronales las celebran el día 8 de mayo, en honor a San Miguel.

## Lugares de interés
Aunque se trata del pueblo de mayor extensión y población de su municipio, su ayuntamiento lo conserva en Ardón. Este pueblo es el origen toponímico del Marquesado de Villalobar, uno de cuyos obstentadores más famosos, don Rodrigo de Saavedra y Vinent, II marqués de Villalobar (1864-1926), fue un eminente diplomático español cuya actuación durante la Primera Guerra Mundial en Bruselas aún recuerda y agradece el pueblo Belga.
Destaca arquitectónicamente la torre del cementerio (antigua iglesia medieval) y la fuente-cascada en mitad de la plaza. Es famoso por sus bodegas subterráneas donde se elabora artesanalmente el Tostadillo -un licor de pasas tradicional- así como vino de calidad, Prieto Picudo en su mayoría.
Asimismo Villalobar es también famoso por ser el lugar vitalista y surrealista en el que se sitúa la trama de varias novelas del escritor Luis Artigue.